# ماتسوشيما
ماتسوشيما هي بلدية في اليابان، وبلدة في اليابان، تقع في مياغي، بلغ عدد سكانها 13,894 نسمة وذلك حسب إحصائيات سنة 2018، تبلغ مساحتها 53.56 كيلومتر مربع.